# جون إيفانز (سياسي كندي، مواليد 1867)
جون إيفانز هو سياسي كندي، ولد في 25 يونيو 1867 في Rhayader ‏ في المملكة المتحدة، وتوفي في 5 يناير 1958 في ساسكاتون في كندا. نشط حزبياً في Progressive Party of Canada ‏. وقد انتخب عضو مجلس العموم الكندي (1 ديسمبر 1921 – 1 أكتوبر 1925).